# 1987 au Canada
Pour un article plus général, voir Chronologie du Canada.
Cet article traite des événements qui se sont produits durant l'année 1987 au Canada.

## Événements

### Janvier
- 1er janvier : entrée en ondes du premier programme de télévision franco-ontariens La Chaîne Française.

### Avril
- 30 avril : accord du lac Meech.

### Mai
- 11 mai : Denis Lortie, auteur de la tuerie du 8 mai 1984, est condamné à la prison à perpétuité.

### Juillet
- 14 juillet : déluge de Montréal qui inonde une grande partie de la ville.

- 31 juillet : tornade d'Edmonton, une F4 qui fait 27 victimes dans la capitale de l'Alberta.

### Septembre
- 2 au 4 septembre : 2e sommet de l'Organisation internationale de la francophonie à Québec
- 10 septembre : établissement des relations diplomatiques entre le Canada et l'Albanie (à l'époque la République populaire socialiste d'Albanie)

- 16 septembre : signature du protocole de Montréal, visant à éliminer les substances appauvrissant la couche d'ozone (SACO).

- Visite de Jean-Paul II à Fort Simpson.

### Octobre
- 5 octobre : accord de libre-échange canado-américain entre le Premier ministre conservateur Brian Mulroney et Washington pour la création d’une zone de libre-échange entre les États-Unis et le Canada. Le Sénat d’Ottawa refuse de le ratifier, ce qui oblige Mulroney à faire appel aux électeurs pour confirmer ses choix. Il obtient la victoire grâce au ralliement des Québécois francophones.
- 13 octobre : Élections générales néo-brunswickoises, le parti libéral du Nouveau-Brunswick, mené par Frank McKenna, remporte les 58 sièges de l'assemblée législative. Un exploit jamais accompli depuis l'élection générale de l'Île-du-Prince-Édouard en 1935.

## À Surveiller
- Film L'Homme qui plantait des arbres de Frédéric Back.
- Vol inaugural d'Air Saint-Pierre entre Saint-Pierre et Montréal
- Championnats du monde de patinage de vitesse sur piste courte à Montréal

## Naissances
- 1er janvier : Gilbert Brulé, joueur de hockey sur glace.
- 15 janvier : Nicole Matthews, catcheuse (lutteuse professionnelle).
- 16 février : Luc Bourdon, joueur de hockey sur glace.
- 27 avril : Emma Taylor-Isherwood, actrice.
- 26 juillet : Miriam McDonald, actrice.
- 7 août : Sidney Crosby, joueur professionnel de hockey sur glace.

## Décès
- 5 janvier : 
  - Margaret Laurence, écrivaine.
  - Herman Johannsen, skieur de fond surnommé Jack Rabbit.
- 27 janvier : Norman McLaren, réalisateur de films.
- 21 mars : Walter L. Gordon, homme d'affaires et homme politique.
- 7 mai : Rolland Bédard, comédien.
- 8 juillet : Lionel Chevrier, politicien.
- 11 septembre : Lorne Greene, acteur et producteur.
- 19 septembre : Ralph Steinhauer, lieutenant-gouverneur de l'Alberta.
- 1er novembre : René Lévesque, premier ministre du Québec.